# Anomala timida
Anomala timida är en skalbaggsart som beskrevs av Ohaus 1916. Anomala timida ingår i släktet Anomala och familjen Rutelidae. Inga underarter finns listade i Catalogue of Life.